# 3GPP
3GPP (на английски: 3rd Generation Partnership Project) e консорциум, разработващ спецификации за мобилна телефония. Създаден е през 1998 г.
Основното направление в дейността на консорциума е разработване на технически спецификации и технически доклади в областта на мрежовите технологии и радиодостъпа в мобилните системи. Консорциумът е разработил следните стандарти:
- GSM,
- GPRS,
- EDGE,
- WCDMA
- HSPA,
- LTE,
- LTE Advanced.